# DuckDuckGo
DuckDuckGo е интернет търсачка, която акцентира върху поверителността на потребителите.

## Описание
DuckDuckGo е от малкото компании, които не събират лични данни от потребителите, не търгуват с тях и не предлагат персонализирано съдържание. Интернет търсачката, както всички останали, предлага просто и разширено търсене. При определени ключови думи връща и т.нар. „бързи отговори“. Освен това приема и специални знаци за прецизиране на резултатите.
Например ако се напише: времето в София, моментално ще се покаже прогнозата за времето.
От 2024 година DuckDuckGo разполага с чатбот с изкуствен интелект.

## История
Проектът е стартиран от Гейбриъл Уайнбърг през февруари 2008 година.